# Lovey-Dovey (T-ARAの曲)
「Lovey-Dovey」（ラビダビ）は、T-ARAの日本での4枚目のシングル。2012年5月23日にEMIミュージックジャパンから発売された。

## 概要
DVD付きの初回盤・CDのみの初回盤・通常盤の3種形態で販売された。アルバム『Jewelry box』からの先行シングル曲。初回盤と通常盤はそれぞれジャケットとが異なる。CDのみの初回盤は、レーベルがメンバーソロの7種類ありランダムに封入されている。表題曲「Lovey-Dovey」はシャッフルダンスがタイトルになっている。同年の7月30日にファヨンがT-ARAから脱退したため、T-ARAのシングルとしてファヨンが参加する最後の曲である。

## 収録曲
CD
1. Lovey-Dovey (Japanese ver.)
作詞：Shin Sadong Tiger・Choi Kyu-Sung・日本語詞：藤林聖子 作曲・編曲：Shin Sadong Tiger・Choi Kyu-Sung

DVD
1. Lovey-Dovey(Japanese ver.) Music Video

※初回盤のみ。

## 仕様
- 【初回盤】CD+DVD
- 【初回盤】CD ピクチャーレーベル仕様
- 【通常盤】CD